# Citizen/Soldier
〈Citizen/Soldier〉은 미국의 록 밴드 3 도어스 다운의 2007년 싱글로, 미 주방위군 모병을 위해 지어진 노래이다. 비록 모병 캠페인을 위해 만들어진 노래이지만, 이 노래는 3 도어스 다운에게 최고 전성기를 가져다 준 The Better Life 앨범 이후로 가장 3 도어스 다운의 색깔이 짙다는 평가를 받고 있다. 그 때문인지 이 노래는 미국 빌보드의 Hot 100, 팝 100, Hot 주류 록음악 뿐만 아니라 캐나다 빌보드등에도 이름을 올렸다.